# Nowalczysko
Nowalczysko (dodatkowa nazwa w j. kaszub. Nowalcëskò) – kolonia w Polsce, w województwie pomorskim, w powiecie kartuskim, w gminie Sierakowice.
Miejscowość leży na północnozachodnim krańcu Kaszubskiego Parku Krajobrazowego w kompleksie Lasów Mirachowskich. Wchodzi w skład sołectwa Kamienica Królewska.
Do 2023 miejscowość była częścią wsi Kamienica Królewska.
W latach 1975–1998 Nowalczysko administracyjnie należało do województwa gdańskiego.